# Roland Batchelor
Bernard William Roland Batchelor, RWS (* 16. Oktober 1889 in Chelsea; † 6. Oktober 1990) war ein britischer Maler.

## Leben
Roland Batchelor, der sich schon als Kind der Malerei zuwandte, war auf Drängen seines Vaters nach einer gesicherten Anstellung ab 1905 als Zoll- und Steuerbeamter beschäftigt. In seiner Freizeit widmete er sich weiterhin der Malerei, nahm ein Studium bei George Morrow an der Putney School of Art and Design auf und setzte es, nachdem er seinen Kriegsdienst im Ersten Weltkrieg abgeleistet hatte, bei Harry Watson an der Regent Street Polytechnic School of Art fort.
Batchelor, der fließend Französisch sprach, reiste häufig nach Frankreich, was ihn nachhaltig in seiner Arbeit inspirierte. Er schuf Aquarelle, war aber auch als Zeichner und Grafiker tätig. In seinen Werken stellte er Menschen in Alltagssituationen, Szenen und Begebenheiten anekdotisch dar.
Werke Batchelors, der Honoré Daumier, Thomas Rowlandson, William Turner and Rembrandt bewunderte, wurden ausgestellt an der Royal Academy of Arts, am Royal Institute of Watercolour Painters sowie an der Royal Society of Watercolour Painters. 1966 wurde Roland Batchelor als Mitglied in die Royal Society of Watercolour Painters aufgenommen.

## Werke (Auswahl)
- Adjusting the Position of The Statue, Tinte, Aquarell und weiß
- A Word with the Law, Tinte und Aquarell
- Checkmate, Tinte und Aquarell
- Dusting away the cobwebs, Aquarell, Stift und Tinte
- Misty Morning, Aquarell
- Normans haggling over price, Aquarell erhöht mit weiß
- Richmond, Winter Mist Clearing, Tinte und Aquarell
- Taking the dog for a run, Stift, Tinte und Aquarell
- The hungry cat, Stift, braune Tinte und Aquarell erhöht mit weiß
- Towing path at Richmond, Tinte und Aquarell